# IT-infrastructuur
De IT-infrastructuur is de fysieke verkeersinfrastructuur ten behoeve van het transport van digitale data, met als hoger doel informatie te delen of aan te bieden en te consumeren.

## Betekenis
Binnen de ICT wordt de term "IT-infrastructuur" gebruikt voor de verzameling voorzieningen die nodig is voor het transport van  digitale signalen die gegevens bevatten. Hieronder vallen alle fysieke en technische middelen die het (foto)elektrische signaal (als gegevensdrager), verplaatsen, verdelen en routeren.
IT-infrastructuur is een deelverzameling van ICT-infrastructuur. Deze laatste omvat (naast transporteren) ook het aanmaken, weergeven, wijzigen, opslaan, verwerken, beveiligen en beheren van data.

## Componenten
De fysieke IT-infrastructuur wordt opgebouwd uit een combinatie van transportmedia en netwerkcomponenten.

### Transportmedia
Transportmedia vallen (al naargelang het signaaltype) in drie hoofdgroepen uiteen:
- elektrische geleiders voor geringe afstanden en patch-doeleinden (o.a: UTP, telefoonkabel en Coaxkabel)
- glasvezelkabel voor grote afstanden en patch-doeleinden (in de typen: 'Multimode Step Index', 'Multimode Graded Index' en  'Single Mode Step Index')
- de "ether" (alle vormen van elektromagnetische radiogolven, zoals Bluetooth, WiFi, ZigBee, GPRS, UMTS, 3G - 5G en straalverbindingen

### Netwerkcomponenten
Netwerkcomponenten vallen in drie hoofdgroepen uiteen:
- Passieve componenten (o.a.: netwerkkabel, connector en verdeelpanelen)
- Niet intelligente actieve componenten (o.a.: hub en repeater)
- Intelligente actieve componenten (o.a.: switch, bridge, router en gateway)

Al deze technische middelen zijn werkzaam op laag 1-3 van het OSI Datacommunicatie referentiemodel, t.w. de Fysieke-, Datalink- en Netwerklaag.

## Netwerktopologie
Ook is de fysieke netwerktopologie van belang, die de verbindingen tussen Netwerkcomponenten onderling beschrijft. De route die de data aflegt wordt naast de topologie van de fysieke verbindingen, ook bepaald door routeringsalgoritmen in de intelligente actieve netwerkcomponenten. Gezamenlijk zijn deze bepalend voor de uiteindelijke route die de informatie aflegt over de IT-infrastructuur.

### Fysieke netwerktopologieën
- busnetwerk (Alle Ethernet varianten op basis van coaxkabel en ARCNET)
- sternetwerk (RS-232)
- boomnetwerk (Alle Ethernet varianten op basis van UTP)
- ringnetwerk (IEEE 802.5)
- vermaasd netwerk (Alle 'any-to-any' draadloze netwerken. Bedrade maasnetwerken zijn zeer ongebruikelijk.)

### Routeringsalgoritmen
- Source Routing (zie: Token Ring)
- STP - IEEE 802.1D (Spanning Tree Protocol)
- RIP (Routing Information Protocol)
- OSPF (Open Shortest Path First)
- MPLS Multiprotocol Label Switching